# Échos Vedettes
Échos Vedettes est un magazine hebdomadaire québécois traitant de la scène culturelle québécoise. Les spectacles, les émissions télévisées, mais plus principalement les nouvelles concernant les célébrités québécoises y sont traités. Le magazine comprend un télé-horaire et des rubriques culturelles concernant les arts et spectacles.
Échos Vedettes est édité par TVA Publications, filière appartenant à Québecor Média. Selon les données sur le lectorat de Print Measurement Bureau (PMB), l'hebdomadaire obtient 227 000 lecteurs par semaine dont 55 % sont des femmes et 48 % ont plus de 35 ans. L'âge moyen des lecteurs est de 39 ans.

## Historique
Fondé le 26 janvier 1963 par Edward Rémy et André Robert, le fer de lance du magazine devient aussitôt la vérité : « Quand c'est dans Échos Vedettes, c'est vrai » clamait une publicité. Autre innovation, on y retrouve un télé-horaire sans impact sur le prix. Alors que son tirage atteint 109 965 exemplaires en 1968, la revue est vendue quelques années plus tard à Pierre Péladeau, fondateur en 1963 du similaire Photo-Vedettes.
En 2007, le magazine change de look. Échos Vedettes opte pour un nouveau logo et diversifie son contenu avec des chroniques littéraires (« Livre ») et culinaires (« Passez à table ») en lien avec des artistes québécois. De plus, l'hebdomadaire présente des artistes de la relève et publie des critiques sur le cinéma, les sorties en DVD, la musique, ainsi que les spectacles.
Les festivités du 50e anniversaire d'Échos Vedettes commencent avec l'édition en kiosque le 20 septembre 2012. Elle comprend une réédition du premier numéro originellement publié le 26 janvier 1963 avec Michel Louvain et Émile Genest à Hollywood, en couverture.